# Логвин Юрій Григорович
Юрій Григорович Логвин (5 лютого 1939, Кременчук, Полтавська область — 22 травня 2019, Київ) — український художник-графік та письменник.

## Життєпис

Григорій Логвин (ліворуч) з відомим музеєзнавцем Іларіоном Свєнцицьким і своїм сином Юрієм Логвином на території Львівського музею українського мистецтва (1951)

Народився в родині мистецтвознавця й архітектора Григорія Никоновича Логвина.
1945 — родина переїхала до Києва.
1951 — Юрій Логвин вступив до Державної художньої середньої школи імені Тараса Шевченка, яку блискуче закінчив.
Спеціальну вищу освіту здобув, поступивши в 1958 році у Київський державний художній інститут, закінчив — у 1965.
Перше видання Логвина — дитяча книжка з власними ілюстраціями у київському видавництві «Веселка» — вийшло, коли Логвин навчався на 2-му курсі інституту («Північне сяйво», 1961).
Від 1970 року — член Спілки письменників УРСР.

Могила Юрія Логвина та його батька, Байкове кладовище

Навчався на Вищих літературних курсах при Літературному інституті імені О. М. Горького в Москві (закінчив 1973).
1971—1973 — жив у Москві, після чого повернувся до Києва.
Від 1977 — член Спілки художників УРСР.
В останні роки життя мав проблеми з серцево-судинною системою. Помер у 80-річному віці від інсульту 22 травня 2019 року. Похований разом з батьком на Байковому кладовищі (ділянка № 49а, 50°25′0.38″ пн. ш. 30°30′6.69″ сх. д. / 50.4167722° пн. ш. 30.5018583° сх. д.).

## Малярські здобутки

### Марки

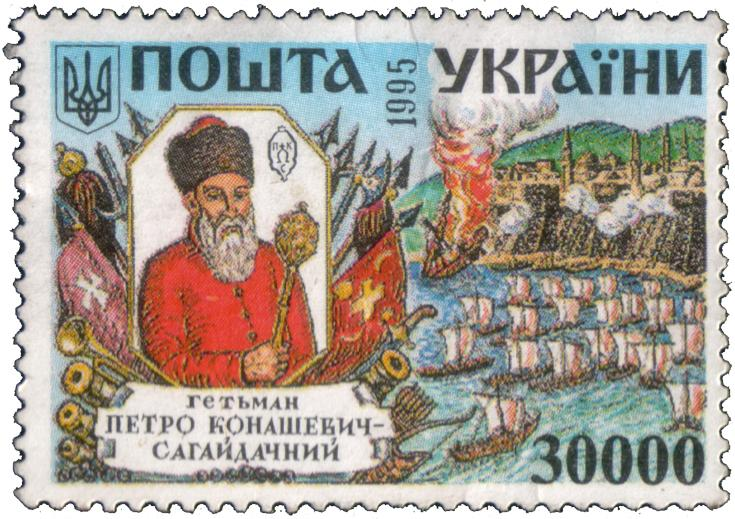
Марка з серії «Гетьмани України»

В 1990-ті та 2000-ні роки Юрій Логвин працював над розробкою українських марок.
Він є автором одних з перших серій загальновживаних українських марок.
- Серія «Етнографічні сюжети „Давня Україна“», що перебувала в обігу з грудня 1993 по січень 2001 років;
- Серія «Гетьмани України»;
- Серія «Історія війська в Україні» (виходить з 2002 року).

### Серії художніх робіт
- «Ню»;
- «Українська хата»;
- «Млини України» (2010);
- «Вітряки України» (2011);

### Комікси
- «Щит Віщого Олега» (1992);
- «Козацькі дзвони»

## Письменництво

Авторський форзац книжки «Таємниця одного діаманта»

Юрій Логвин — автор 20 книжок, де використано його широкі пізнання в українській та світовій історії, етнографії та фольклорі, розрахованих, у першу чергу, на широку дитячу та юнацьку аудиторію:
- Північне сяйво (1961)
- Вогонь на скелі (1965)
- Мирон Швачка і кінь Сивко
- Далеким шляхом (1969)
- Далека веселка (1970)
- Біла ягничка (1971)
- Знайомий лев. Письмена минулих днів (1972)
- Колір для неба (1978)
- Летить галка через балку (1981)
- Алі-мореплавець (1982)
- Мчали коні (1984)
- Сніжний місяць березень (1986)
- Таємниця одного діаманта (роман) (1989)
- Заклятий вершник (1990)
- Щит Віщого Олега (1992)
- Козацькі дзвони (1994)
- Закляття відьмака (роман) (1995)
- Кайдани та майдани лікаря Хоми
- Золоті копита (2003)
- «Танці Шайтана», Теза, 2010. [Архівовано 9 березня 2010 у Wayback Machine.]
- Мої Дікамерони (2013)
- Колективна збірка оповідань та новел «Придивить до життя» із серії «П'ять зірок» (редакція Міли Іванцової, 2017);
- «Велосипед мого серця» — колективна збірка малої прози серії «Дорожні історії», 2017;
- «Підземне царство метро» (колективна збірка малої прози серії «Дорожні історії»), 2017
- Звабний аромат порожніх бляшанок: оповідь сучасника (2019)

## Робота на Українському радіо
- Автор, ведучий та виконавець понад 150 годинних художніх і культурно-просвітницьких програм.

## Нагороди
- Відзнака «Золотий письменник України»[2] (2012);
- Лауреат Міжнародного літературного конкурсу романів «Коронація слова» — 2013.